# Орден Римського орла
Цивільний і військовий орден Римського орла (італ. L'Ordine Civile e Militare dell'Aquila Romana) — орден Італійського Королівства і Республіки Сало (1943-1945).

## Історія
Орден заснований Декретом Короля Італії Віктора Еммануїла III № 172 від 14 березня 1942 року в якості нагороди для іноземців за військові і цивільні заслуги перед Італійською Королівством, за аналогією з орденом Заслуг німецького орла. Главою ордена був Король Італії. 5 жовтня 1944 року орден був скасований.
Орден був повторно заснований законодавчим декретом № 66 від 2 березня 1944 року, підписаним Главою Італійської Соціальної Республіки Беніто Муссоліні. Республіка Сало продовжувала нагороджувати орденом до 28 квітня 1945 року. Нагороджувалися, в основному, офіцери вермахту і СС. Головою і великим канцлером ордена був Беніто Муссоліні.
В 1997 році Романо Муссоліні заснував організацію «Орден Римського орла».

## Ступені
Спочатку орден мав 5 ступенів: кавалер, офіцер, командор, великий офіцер і кавалер Великого хреста. 24 серпня 1942 року ввели бронзову і срібну медаль ордену, а Великий хрест був поділений на срібний і золотий. В Республіці Сало 2 березня 1944 року був повернутий єдиний ступінь Великого хреста.

## Опис
Білий рівносторонній хрест, промені якого звужуються до центру. В центрі хреста — круглий синій медальйон із золотим орлом. Між медальйоном і краями хреста — лавровий вінок. Орден носився спочатку на червоній стрічці з двома прапорами Італії по краях, а з 24 серпня 1942 року, згідно з королівським декретом, на темно-бордовій стрічці з жовтими смугами (4 мм) по краях. Військовий тип нагороди відрізнявся від цивільного наявністю двох схрещених гладіусів  між променів хреста.
Медаль хреста мала діаметр 32 мм. Емалеве покриття відсутнє. На аверсі медалі Республіки Сало зображений орел з фасцією в лапах. Якщо медаль військова, позаду орла зображені схрещені гладіуси. На реверсі зображені 3 вертикальні фасції.

Кавалерський хрест мав діаметр 35 мм і носився на лівому боці грудей на стрічці. Офіцерський хрест аналогічний кавалерському, проте на стрічці мав розетку. Командорський і великий офіцерський хрести мали діаметр 50 мм і носились на шийній стрічці, до великого офіцерського хреста додавалась чотирипроменева нагрудна зірка діаметром 60 мм. Великий хрест також мав діаметр 50 мм, але носився на плечовій стрічці, з восьмипроменевою нагрудною зіркою діаметром 80 мм.
|                                    |                                  |                   |                  |
| Medaglia di bronzo Бронзова медаль | Medaglia d’argento Срібна медаль | Cavaliere Кавалер | Ufficiale Офіцер |

|                       |                                |                                                                    |                                                                |
| Commendatore Командор | Grand’ufficiale Великий офіцер | Cavaliere di Gran croce d’argento Кавалер Великого срібного хреста | Cavaliere di Gran croce d’oro Кавалер Великого золотого хреста |